# دو برادر

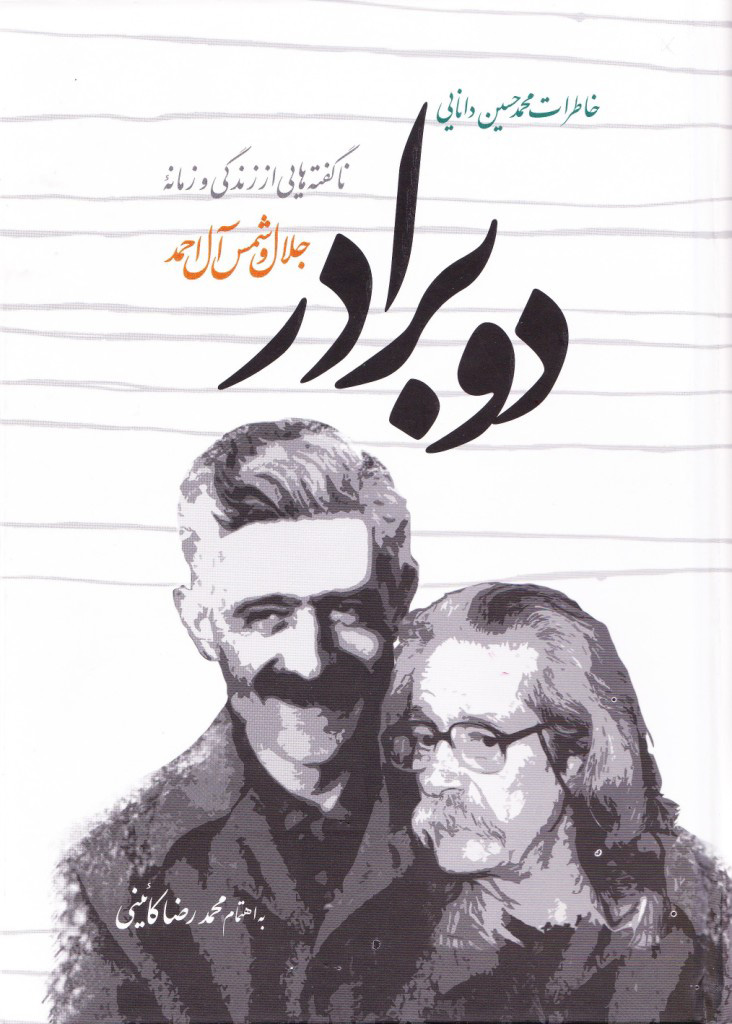
دو برادر

کتاب دو برادر مجموعه خاطرات محمد حسین دانایی است از دو دایی‌اش به نام‌های جلال آل احمد و شمس آل احمد که از شخصیت‌های فرهنگی و فعالان سیاسی دوران معاصر ایران بودند. برادر بزرگتر، یعنی جلال، در سال ۱۳۰۲ خورشیدی به دنیا آمده و برادر کوچکتر، یعنی شمس، در سال ۱۳۸۹ خورشیدی از دنیا رفته‌است؛ بنابراین، رویدادها و تحولات سیاسی، اجتماعی و فرهنگی نزدیک به یک قرن اخیر کشورمان، بستر تاریخی این خاطرات را تشکیل می‌دهند.
این کتاب که به صورت مصاحبه و باهتمام محمد رضا کائینی تدوین شده، حاوی اطلاعات تازه و خاطرات ناگفته‌ای دربارهٔ مناسبات اجتماعی و خانوادگی این دو برادر است و در عین حال، تلقیات اغراق‌آمیز و افراط و تفریط‌های مکرر و چندلایه در مورد فعالیت‌ها و موضع گیری‌های سیاسی و اجتماعی آنان، به ویژه جلال آل احمد را که زندگی پرماجرایی داشت، اصلاح و تعدیل می‌کند.
در بخش‌های پایانی این کتاب هم تصاویر و اسنادی ارائه شده‌است که بسیاری از آن‌ها منحصر به فردند و در جای دیگر نمی‌توان سراغی از آن‌ها گرفت.
چاپ اول این کتاب در سال ۱۳۹۲، چاپ دوم آن در سال ۱۳۹۳ و چاپ سوم آن در سال ۱۳۹۵ توسط انتشارات اطلاعات منتشر شده‌است. جلسه نقد و بررسی کتاب دو برادر هم با حضور محمدحسین دانایی و محمدرضا کائینی توسط خبرگزاری فارس برگزار شده است. https://psri.ir/?id=na9y88h2